# Lista de filmes portugueses de 1981
Lista de filmes portugueses de longa-metragem lançados comercialmente em Portugal em 1981, nas salas de cinema.
Notas: Na secção coprodução, passando o cursor sobre a bandeira aparecerá o nome do país correspondente.
| # | Filme                | Realização                  | Género            | Estreia         | Coprodução |
| - | -------------------- | --------------------------- | ----------------- | --------------- | ---------- |
| 1 | Bom Povo Português   | Rui Simões                  | Documentário      | 18 de novembro  | —          |
| 2 | Cerromaior           | Luís Filipe Rocha           | Drama             | 24 de abril     | —          |
| 3 | A Culpa              | António Victorino d'Almeida | Drama             | 7 de maio       | Áustria    |
| 4 | Francisca            | Manoel de Oliveira          | Drama             | 3 de dezembro   | —          |
| 5 | Kilas, o Mau da Fita | José Fonseca e Costa        | Drama, crime      | 27 de fevereiro | Brasil     |
| 6 | Oxalá                | António-Pedro Vasconcelos   | Drama             | 8 de maio       | —          |
| 7 | Velhos São os Trapos | Monique Rutler              | Drama, docuficção | 13 de março     | —          |